# Sociedad Científica Médico Estudiantil Peruana
La Sociedad Científica Médico Estudiantil Peruana (SOCIMEP) (antes Sociedad Científica Peruana de Estudiantes de Medicina (SOCIPEM)) es la asociación nacional de estudiantes de medicina más reconocida y antigua del Perú; y reúne a sociedades científicas de 41 Facultades o Escuelas de Medicina del Perú. Desde 1987, viene organizando hasta la actualidad el Congreso Científico Nacional de Estudiantes de Medicina, que son eventos de reconocida trayectoria nacional e internacional que reúnen a más de mil estudiantes y profesionales, quienes presentan los resultados de sus investigaciones y participan de las plenarias y conversatorios con los principales investigadores del ambiente médico.
Esta sociedad no tiene interés político ni fines de lucro, y representa a estudiantes de medicina interesados en el desarrollo de la investigación médica. Su órgano principal es la Asamblea General de delegados (representantes de las Escuelas de Medicina), y el órgano administrativo y ejecutivo está representado por 14 miembros de consejo directivo.

## Historia
En 1987 los estudiantes de medicina reunidos en el I Congreso Científico Nacional organizado por la Universidad Nacional de Trujillo, decidieron dar origen a la Sociedad Científica Nacional de Estudiantes de Medicina "SOCINEM".
El Círculo de Extensión Socio-Cultural "Daniel Alcides Carrion" (CESCDAC) de la UNT fue el propulsor del primer evento y su primer presidente fue Guillermo Izquierdo Pretel. Por diferencias principalmente políticas se disuelve en 1989; para volver a constituirse en 1992 bajo el nombre de Sociedad Científica Peruana de Estudiantes de Medicina "SOCIPEM". Finalmente, la actualización de su personería jurídica llevó a que se inscriba como la Sociedad Científica Médico Estudiantil Peruana "SOCIMEP" el 25 de febrero de 2007.

## Actividades
Anualmente se realizan tres Jornadas Científicas Regionales (una en el norte, una en el sur y otra en el centro del Perú) que sirven de preparación para el Congreso Científico Nacional. Además desarrolla diversos eventos de capacitación con la participación de reconocidos investigadores y editores de las principales revistas peruanas. Los eventos científico-académicos de SOCIMEP han sido auspiciados por el Colegio Médico del Perú, el Instituto Nacional de Salud y diversas universidades e instituciones peruanas.
Sus comités científicos: el Comité Permanente Científico (CPC) y el Comité Permanente de Publicaciones Científicas (CPPC) desarrollan actividades destinadas a la capacitación en metodología de la investigación, bioestadística, búsqueda bibliográfica, y ética en investigación, así como en redacción y publicación científica. El Comité Permanente Académico (CPA) realiza diferentes actividades que fortalecen la educación médica. El Comité Permanente de Atención Integral de la Salud (CPAIS) realiza actividades orientadas en Atención primaria de salud, principalmente los "Campamentos Universitarios Multidisciplinarios de Investigación y Servicio" (CUMIS), que tienen lugar en comunidades de difícil acceso y con pocos recursos, organizando investigaciones y actividades asistenciales. Finalmente, se cuenta con el comité de difusión e imagen institucional (CPDII), destinado a promocionar las actividades realizadas.
En 2007 se realizó la primera evaluación de la actividad científica estudiantil, considerando la participación en sus cursos (jornadas y congresos, sean regionales, nacionales o internacionales) y el número de publicaciones. En dicha evaluación, la Sociedad Científica de San Fernando (SCSF) obtuvo el título de "Sociedad científica más productiva".

## Presidentes
Para dirigir a la SOCIMEP se requiere liderazgo, perseverancia, humildad y don de servicio; elementos esenciales que te llevarán al éxito.
| Año        | Presidente                             | Sociedad                             |
| 1992-1993  | Ciro Mestas Valero                     | ASOCIEMH-Cusco, UNSAAC, Cusco        |
| 1993-1994  | Edgar Vera Tapia                       | SOCIEMSA, UNSA, Arequipa             |
| 1994-1995  | José Fernández Romaní                  | ASOCIEMH-Cusco, UNSAAC, Cusco        |
| 1995-1996  | Héctor Manrique Maidana                | CIEM, UCSM, Arequipa                 |
| 1996-1997  | Arturo Pareja Cruz                     | SOCIEM-USMP, USMP, Lima              |
| 1997-1998  | Luis Bozzo Cumpa                       | SOCIEM-USMP, USMP, Lima              |
| 1998-1999  | César Gutiérrez Villafuerte            | SCSF, UNMSM, Lima                    |
| 1999-2000  | Walter De la Cruz Ramírez              | SOCEMI, UNSLG, Ica                   |
| 2000-2001  | Fernando Revoredo Rego                 | SOCEMUNT, UNT, Trujillo              |
| 2001-2002  | Italo Girao Popolizzio                 | SOCEMI, UNSLG, Ica                   |
| 2002-2003  | Edward Mezones Holguín                 | SOCEMUNP, UNP, Piura                 |
| 2003-2004  | Cristian Díaz Vélez                    | SOCIEM-UNPRG, UNPRG, Chiclayo        |
| 2004-2005  | Edén Galán Rodas                       | SOCIEMCA, UNC, Cajamarca             |
| 2005-2006  | Martha Cruzado Tineo                   | SOCEMI, UNSLG, Ica                   |
| 2006-2007  | Charles Huamaní Saldaña                | SCSF, UNMSM, Lima*                   |
| 2007-2008  | Carlos Asencio Oyarce                  | SOCIEMCA, UNC, Cajamarca             |
| 2008-2009  | Américo Peña Oscuvilca                 | SCHEM, UNJFSC, Huacho                |
| 2009-2010  | Víctor Augusto Vera Monge              | ASOCIEMH-Cusco, UNSAAC, Cusco        |
| 2010-2011  | Giancarlo Alvarado Gamarra             | SOCEMVI, UNFV, Lima.                 |
| 2011-2012  | John Cabrera Enriques                  | SOCIEM-UNPRG, UNPRG, Lambayeque.     |
| 2012-2013  | David Gerardo Estela Ayamamani         | SOCIEMUPC, UPC, Lima                 |
| 2013-2014  | Juan Jesus Huaccho Rojas               | SOCIEM-USMP, USMP, Lima              |
| 2014-2015  | Maria Katherine Antich Barrientos      | ASOCIEMH-Cusco, UNSAAC, Cusco        |
| 2015-2016  | Aleksandar Cvetkovic Vega              | SOCEM-URP, URP, Lima                 |
| 2016-2017  | Crislee Elizabeth López                | CIEM, UCSM, Arequipa                 |
| 2017-2018  | Dayanne Nemith Estrella Benites Gamboa | SOCEMURP, URP, Lima                  |
| 2018-2019  | Julio Leonardo Albitres Flores         | SOCEMUNT, UNT, Trujillo              |
| 2019-2020  | Sarah Quintana Gómez                   | SOCEMURP, URP, Lima                  |
| 2021-20222 | Lesly Ruth Mendoza Guillen             | SCSF, UNMSM, Lima                    |
| 2022-2023  | Eliana Lisbet Fernández Quiroz         | ASOCIEM USAT, USAT, Chiclayo         |
| 2023-2024  | María Fernanda Fernández Fernández     | CIESMED, UPT, Tacna                  |
| 2024-2025  | Frank Imanol Rodolfo Zela Coila        | SOCIEMA, UNSA, Arequipa              |
| 2025-2026  | Janith Paola De la Cruz Galán          | SCIEMVE, USMP Filial norte, Chiclayo |

## Los Congresos Científicos Nacionales (CCN)
El Congreso Científico Nacional (CCN) de la SOCIMEP es el evento más importante a nivel nacional entre los estudiantes de Medicina del país. Se celebra anualmente en una ciudad del Perú y su planificación, organización y ejecución se encuentra es de responsabilidad de una Sociedad Científica local miembro de SOCIMEP, la que adjudicó con antelación la sede del Congreso mediante concurso.
Para fines estrictamente publicitarios el evento es denominado "Congreso Nacional de Estudiantes de Medicina" o "Congreso Científico Nacional de Estudiantes de Medicina", mas su denominación oficial es "Congreso Científico Nacional de la Sociedad Científica Médico Estudiantil Peruana".
Este evento que es dirigido en su totalidad por estudiantes de Medicina de una Universidad cuenta anualmente con la masiva participación de estudiantes de Medicina de todas las Universidades del Perú.
Asimismo, la organización de este evento no involucra directamente a los directivos de las Facultades o Escuelas de Medicina de la Universidad a la que pertenece la Comisión Organizadora del Congreso, sin embargo la Facultad debe brindar el auspicio para que esta pueda desarrollarse.
Sedes del Congreso Científico Nacional
| Año  | Denominación Oficial | Ciudad    | Sociedad Científica Organizadora                              |
| ---- | --- | --------- | ------------------------------------------------------------- |
| 1987 | I Congreso Científico Nacional de Estudiantes de Medicina | Trujillo  | CESCDAC - Trujillo, UNT                                       |
| 1992 | VI Congreso Científico Nacional de la Sociedad Científica Peruana de Estudiantes de Medicina                                                                                        | Cusco     | ASOCIEMH - Cusco, UNSAAC                                      |
| 1996 | X Congreso Científico Nacional de la Sociedad Científica Peruana de Estudiantes de Medicina                                                                                         | Cusco     | ASOCIEMH - Cusco, UNSAAC                                      |
| 2000 | XIV Congreso Científico Nacional de la Sociedad Científica Peruana de Estudiantes de Medicina                                                                                       | Trujillo  | SOCEMUNT - Trujillo, UNT                                      |
| 2001 | XV Congreso Científico Nacional de la Sociedad Científica Peruana de Estudiantes de Medicina                                                                                        |           |                                                               |
| 2002 | XVI Congreso Científico Nacional de la Sociedad Científica Peruana de Estudiantes de Medicina- XVII Congreso Científico Internacional                                               | Lima      | SCSF                                                          |
| 2003 | XVII Congreso Científico Nacional de la Sociedad Científica Peruana de Estudiantes de Medicina                                                                                      |           |                                                               |
| 2004 | XVIII Congreso Científico Nacional de la Sociedad Científica Peruana de Estudiantes de Medicina                                                                                     | Arequipa  | CIEM, UCSM                                                    |
| 2005 | XIX Congreso Científico Nacional de la Sociedad Científica Peruana de Estudiantes de Medicina                                                                                       | Cusco     | ASOCIEMH - Cusco, UNSAAC                                      |
| 2006 | XX Congreso Científico Nacional de la Sociedad Científica Peruana de Estudiantes de Medicina                                                                                        | Cajamarca | SOCIEMCA, UNC                                                 |
| 2007 | XXI Congreso Científico Nacional de la Sociedad Científica Peruana de Estudiantes de Medicina                                                                                       | Chiclayo  | SOCIEM-UNPRG, UNPRG                                           |
| 2008 | XXII Congreso Científico Nacional de la Sociedad Científica Peruana de Estudiantes de Medicina                                                                                      | Lima      | SOCEMVI, UNFV & SOCEMURP, URP                                 |
| 2009 | XXIII Congreso Científico Nacional de la Sociedad Científica Médico Estudiantil Peruana                                                                                             | Trujillo  | SOCEMUNT, UNT                                                 |
| 2010 | XXIV Congreso Científico Nacional de la Sociedad Científica Médico Estudiantil Peruana                                                                                              | Arequipa  | SOCIEMA, UNSA                                                 |
| 2011 | XXV Congreso Científico Nacional de la Sociedad Científica Médico Estudiantil Peruana                                                                                               | Cusco     | ASOCIEM-UNSAAC, UNSAAC                                        |
| 2012 | XXVI Congreso Científico Nacional de la Sociedad Científica Médico Estudiantil Peruana                                                                                              | Lima      | SOCEMCH, UPCH                                                 |
| 2013 | XXVII Congreso Científico Nacional de la Sociedad Científica Médico Estudiantil Peruana                                                                                             | Chiclayo  | ASOCIEM-UNSAAC, UNSAAC                                        |
| 2014 | XXVIII Congreso Científico Nacional de la Sociedad Científica Médico Estudiantil Peruana                                                                                            | Arequipa  | Sociema Unsa, UNSA                                            |
| 2015 | XXIX Congreso Científico Nacional de la Sociedad Científica Médico Estudiantil Peruana                                                                                              | Iquitos   | Sociemap Iquitos, Universidad Nacional de La Amazonia Peruana |
| 2016 | XXX Congreso Científico Nacional de la Sociedad Científica Médico Estudiantil Peruana                                                                                               | Piura     | SOCIEM UNP                                                    |
| 2017 | XXXI Congreso Científico Nacional de la Sociedad Científica Médico Estudiantil Peruana                                                                                              | ICA       | SOCEMI                                                        |
| 2018 | I Congreso Científico Panamericano de la Sociedad Científica Médico Estudiantil Peruana - XXXII Congreso Científico Nacional de la Sociedad Científica Médico Estudiantil Peruana   | Cusco     | ASOCIEM-UNSAAC, UNSAAC                                        |
| 2019 | XXXIII Congreso Científico Nacional de la Sociedad Científica Médico Estudiantil Peruana                                                                                            | Pucallpa  | SOCIEMU                                                       |
| 2020 | II Congreso Científico Panamericano de la Sociedad Científica Médico Estudiantil Peruana - XXXIV Congreso Científico Nacional de la Sociedad Científica Médico Estudiantil Peruana  | Trujillo  | SOCEMUNT, SOCIEM UPAO, SOCIEM UCV                             |
| 2021 | XXXV Congreso Científico Nacional de la Sociedad Científica Médico Estudiantil Peruana                                                                                              | Tacna     | CIESMED                                                       |
| 2022 | XXXVI Congreso Científico Nacional de la Sociedad Científica Médico Estudiantil Peruana                                                                                             | Huancayo  | Sociedad Científica Médico Estudiantil Continental - SOCIMEC  |
| 2023 | XXXVII Congreso Científico Nacional de la Sociedad Científica Médico Estudiantil Peruana                                                                                            | Tarapoto  | SOCIEMSA                                                      |
| 2024 | III Congreso Científico Panamericano de la Sociedad Científica Médico Estudiantil Peruana-XXXVIII Congreso Científico Nacional de la Sociedad Científica Médico Estudiantil Peruana | Tacna     | CIESMED                                                       |
| 2025 | XXXIX Congreso Científico Nacional de la Sociedad Científica Médico Estudiantil Peruana                                                                                             | Huancayo  | SOCIEMLA                                                      |

## Premio al Mejor Trabajo de Investigación
Al término de cada Congreso se hace entrega a los ganadores de los siguientes áreas:
- Concurso de Trabajos de Investigación
- Concurso de Proyectos de Investigación
- Concurso de Casos Clínicos
- Concurso de Fotografías
- Póster científico 
En el Concurso de Trabajos de Investigación, se premia al Ganador General al Mejor Trabajo de Investigación y a los Ganadores por los Mejores Trabajos de Investigación en las diferentes Categorías, las que son convocadas por el Comité Organizado

## Atención Integral en Salud
Sección en construcción
En Latinoamérica, las primeras experiencias universitarias en atención primaria surgen por los años sesenta en Asunción, Paraguay; estas experiencias iniciales tuvieron un curso inestable dada las influencias políticas nacionales; sin embargo, fueron los primeros eventos de organización sistemática de la Atención primaria de salud (APS) con participación universitaria. 
La "FELSOCEM", que reúne a las sociedades científicas estudiantiles a nivel Latinoamericano, crea el año 1996 el Comité APS, presentándose además otros proyectos, recordando en ello las actividades previas de los estudiantes guaraníes, naciendo así el proyecto “Campamentos Universitarios Multidisciplinarios de Investigación y Servicio” (CUMIS), aunque inicialmente no formó parte del comité APS. 
La primera actividad de este comité se desarrolló el año 1997, con las Brigadas de APS en La Habana, Cuba; con asistencia de estudiantes de Perú, Bolivia, Venezuela, Uruguay, entre otras; teniendo como objetivo la formación teórica y práctica. Luego y gracias a esta experiencia es que se decide integrar los CUMIS al comité APS, invitando a todas las sociedades afiliadas a realizar un proyecto CUMIS adaptado a las características regionales.
Evolución peruana
En el Perú, las actividades en APS se brindaban, al igual que en muchos países, de manera no sistematizada, y principalmente a través de actividades asistenciales. La organización en FELSOCEM y a nivel local fue paralela, dado que fueron los mismos estudiantes quienes desarrollaron estos proyectos; así aparecieron el proyecto “Intervención Rural de Investigación y Servicio” (IRIS) por parte de estudiantes de la Sociedad Científica de Estudiantes de Medicina de Cayetano (SOCEMCH-UPCH), y el “Programa de Extensión Rural Universitaria” (PERU) por parte de la Sociedad Científica de San Fernando (SCSF-UNMSM); no obstante, ya existían experiencias previas de sistematización en APS por parte de estudiantes de otras sociedades estudiantiles peruanas.
Estas primeras actividades se transmitieron a la Sociedad Científica Peruana de Estudiantes de Medicina (SOCIPEM, ahora SOCIMEP), generando la modificación de estatutos y reglamentos, creando además el Comité APS el año 1999. El comité conformado inicialmente solo por estudiantes de la UPCH, UNMSM y USMP, inició la capacitación en APS a las sociedades a nivel nacional y se inició el proceso de sistematización universitaria peruana en esta área.
Con ello se consolidó la ideación inicial del desarrollo del proyecto CUMIS, y aunque cada sociedad expresó de diversas maneras sus programas de atención primaria, es este modelo inicial el que se ha conservado. Las principales diferencias encontradas han sido el carácter multidisciplinario (y por tanto, uso correcto de la definición de CUMIS y en la continuidad que mantuvo la SCSF, pues las facilidades logísticas (capacidad de convocatoria a otras escuelas de ciencias de la salud al integrar una misma Facultad) permitieron su consolidación.
Para el año 2008 se han desarrollado diversas actividades en APS con proyectos similares al IRIS y varios CUMIS, a nivel nacional, regional, e incluso con participación Latinoamericana.
En el 2010 el CPAIS SOCIMEP fue sede del CUMIS INTERNACIONAL de la FELSOCEM, reuniendo a más de 60 estudiantes de ciencias de la salud e ingeniería en una intervención rural de 6 días destacando la realización de trabajos de Investigación y asistenciales.
En verano de 2008 se desarrolló el I Curso de capacitación en APS donde se expusieron estas experiencias estudiantiles. Actualmente se vienen realizando cuatro cursos Talleres a Nivel Nacional de Atención Primaria en Salud contando con el Auspicio del Colegio Médico del Perú.